# Sedum luteoviride
Sedum luteoviride är en fetbladsväxtart som beskrevs av Robert Theodore Clausen. Sedum luteoviride ingår i Fetknoppssläktet som ingår i familjen fetbladsväxter. Inga underarter finns listade i Catalogue of Life.